# Arghanj Khwa
Arghanj Khwa é um distrito na província do Badaquistão no Afeganistão.

O distrito foi criado em 2005 a partir do distrito de Feizabade. Tem uma população de aproximadamente 12.000 pessoas.